# أوتو وليامز
أوتو وليامز (بالإنجليزية: Otto Williams)‏ هو لاعب كرة قاعدة أمريكي، ولد في 2 نوفمبر 1877 في نيوآرك في الولايات المتحدة، وتوفي في 19 مارس 1937 في أوماها في الولايات المتحدة بسبب ذات الرئة.